# Wesenitz
Wesenitz (en sorabe : Wjazońca) est une rivière allemande d'une longueur de 83 km qui coule dans le land de la Saxe. Elle est un affluent de l'Elbe.